# Annali della Scuola Normale Superiore di Pisa. Classe di Scienze
Annali della Scuola Normale Superiore di Pisa. Classe di Scienze ist eine von der Scuola Normale Superiore di Pisa herausgegebene Fachzeitschrift, die aktuell seit 2002 unter dem Titel Annali della Scuola Normale Superiore di Pisa. Classe di Scienze. Serie V vierteljährlich erscheint.
Die Zeitschrift wurde 1871 ursprünglich für die Veröffentlichung der besten Dissertationen der Scuola Normale gegründet. 1932 initiierte Leonida Tonelli die Annali della Scuola Normale Superiore di Pisa. II. Ser. Classe di Scienze Fisiche e Matematiche als Fachzeitschrift für reine und angewandte Mathematik, die bis 1950 existierte. Weitere Vorgänger der heutigen Zeitschrift waren Annali della Scuola Normale Superiore di Pisa. Scienze Fisiche e Matematiche. III. Ser von 1949 bis 1974 und Annali della Scuola Normale Superiore di Pisa. Classe di Scienze. Serie IV von 1975 bis 2001. Ursprünglich erschien die Zeitschrift in italienischer Sprache, heute hauptsächlich auf Englisch.
Sie veröffentlicht Arbeiten, die aus theoretischer oder angewandter Sicht zur Entwicklung der Mathematik beitragen, sowohl Forschungsarbeiten als auch expositorische Artikel.